# Geschichte Leidens

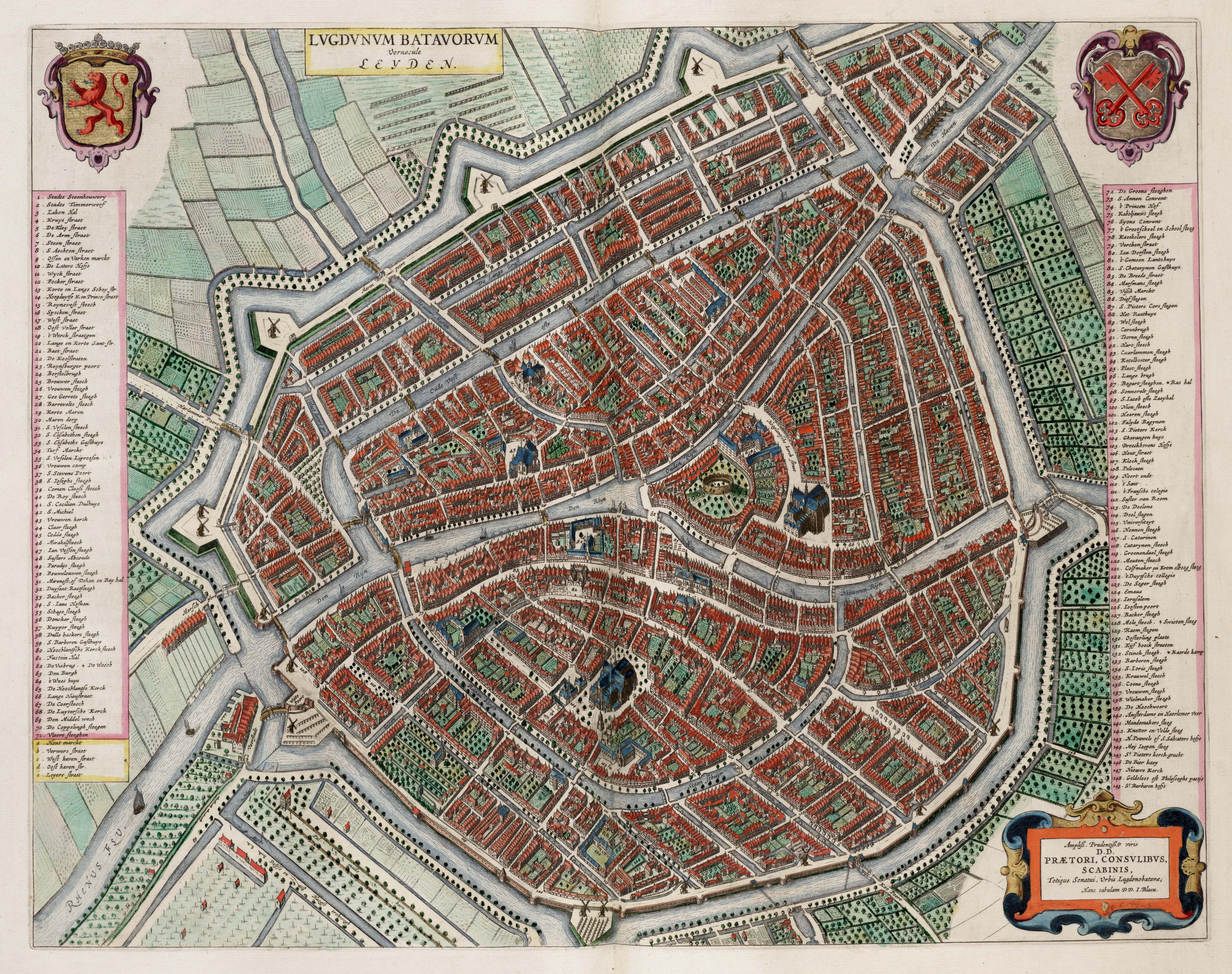
Karte von Leiden aus dem Jahre 1649 von Blaeu

Die Geschichte von Leiden umfasst mehr als 1200 Jahre. In dieser Zeit hat sich Leiden von einem kleinen Deichdorf zu einer Mittelstadt in der niederländischen Provinz Süd-Holland und der Randstad entwickelt.

## Älteste Geschichte
Die ältesten Spuren einer Siedlung auf dem Gebiet Leidens wurden zwischen dem Rijnsburger- und dem Wassenaarseweg gefunden. Auf dem alten Strandwall von Pomona befand sich in der Mittleren Steinzeit (2000 v. Chr.) ein Ackkerbaukomplex. Ferner wurden hauptsächlich Niederlassungen aus der Eisenzeit (nach 500 v. Chr.) gefunden, vor allem auf dem Stevenshof.
Um die Zeitenwende verschmolzen die ursprünglichen Bewohner mit germanischen Zuwanderern. Kurz danach kamen die Römer. Der Rhein wird die Grenze ihres Reiches. Auf dem Gebiet Leidens errichteten sie Matilo, ein befestigtes Armeelager. Als die Römer abzogen, gingen auch viele einheimische Bewohner weg. Germanische Stämme setzten sich fest oder zogen durch, bis etwa 600 n. Chr. die Franken hier herrschten.
Um 600 war die alte Rheinmündung noch immer eine der am dichtesten bevölkerten Gegenden in Holland. Der Marktort Rijnsburg nahm eine zentrale Stellung ein, Leiden existierte noch nicht. Ab 800 begann man, den Moorboden zu entwässern, so auch das Mündungsgebiet der Mare in den Rhein, das Waardeiland. Die erste Erwähnung Leidens als 'Leithon' ('aan de wateren') findet sich 860. Am Zusammenfluss von Altem und Neuem Rhein wird ein Hügel aufgeschüttet: die Burg ('Burcht').
Das Land am Rhein war ein Kerngebiet der späteren Grafschaft Holland. Die Grafen von Holland stritten mit dem Kaiser und dessen Lehnsmann, dem Bischof von Utrecht um die Kontrolle über Holland. Dabei wird Rijnsburg verwüstet, das Zentrum der Region verschiebt sich in eine neue Marktsiedlung: Leiden. Bei der Siedlung breiten die Grafen ihren bestehenden Gutshof zu einer wichtigen Residenz aus. Sie errichteten an der Stelle der späteren Pieterskerk eine Kapelle  und einen befestigten Turm (Gravensteen, um 1200).
Die Stadt entstand als Deichdorf gegenüber einem künstlichen Hügel am Zusammenfluss von Altem Rhein und Neuem Rhein. In der auf diesem Hügel gelegene  Burg saß anfangs ein Lehnsmann des Bischofs von Utrecht,  die Leidener Burg kam aber um 1100 in den Besitz der Grafen von Holland. In diesen Jahren begann auf dem südlichen Rheinufer das neue Leiden zu entstehen. Der Graf errichtete seinen Hof (monarchie) und stiftete eine Kapelle, die Vorgängerin der heutigen Pieterskerk (geweiht 1121). Der Hof war später bekannt als Haus Lokhorst. Wahrscheinlich sind auch die Grafen Wilhem II. (1228–1256) en Floris V. (1254–1296) hier geboren.
Die günstig gelegene Siedlung erreicht 1266 die  Bestätigung der ihr schon früher verliehenen Stadtrechte und entwickelt sich mit ihrer blühenden Tuchproduktion zu einer der größten Städte Hollands. Die Tuchherstellung war  durch Weber aus Ypern mitgebracht worden, die im vierzehnten Jahrhundert aus ihrer Stadt vor der Pest geflohen waren. 1389, als die Bevölkerung auf ungefähr 4000 gewachsen war, wurde die Stadt um das Stück zwischen Altem und Neuem Rhein bis an die Herengracht erweitert.
Eine Besonderheit Leidens ist das umfassende Archivmaterial über das  Leben und die Organisationen der Stadtviertel (die sogenannten gebuurten), das einer frühen und unermüdlichen Bemühung der Obrigkeit zu verdanken ist und bis auf das vierzehnte Jahrhundert zurückgeht.

## 15. und 16. Jahrhundert
1420 wurde Leiden im Rahmen des Haken-und-Kabeljau-Krieges von Herzog Johann III. von Bayern-Straubing und Holland erobert.
Am 1. März 1512 stürzte der Turm der größten Leidener Kirche, der Pieterskerk durch einen Sturm ein. Der etwa hundert Meter hohe Turm, ursprünglich einer der höchsten der Niederlande, wird nie wieder neu erbaut.
1572 wählte die Stadt die Seite des anti-spanischen Aufstands. Der spanische Statthalter Requesens belagerte 1574 die Stadt.

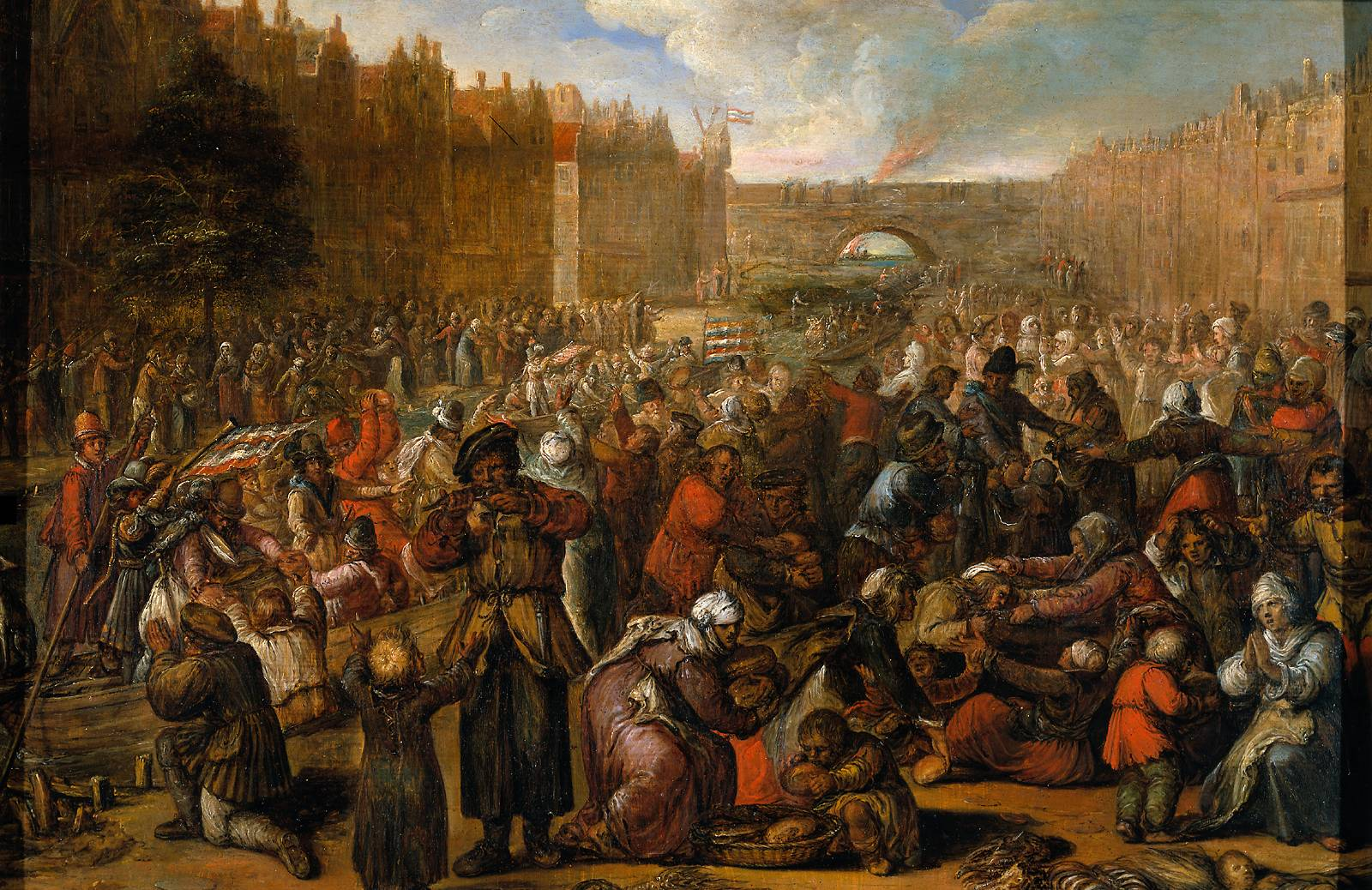
„Entsatz Leidens“, Gemälde von Otto van Veen

Nachdem diese Belagerung gescheitert war – der Entsatz Leidens am 3. Oktober 1574 – erhielt die Stadt 1575 als Belohnung eine Universität, die erste in den nördlichen Niederlanden: die Universität Leiden. Damit bezeugte der Stadhouder Wilhelm von Oranien den Leidenern seine Dankbarkeit, die der Belagerung durch die Spanier widerstanden hatten. Die Universität führt als Motto „Praesidium Libertatis“ ('Bollwerk der Freiheit'). Bis heute wird jährlich am 3. Oktober des Endes der Belagerung gedacht, anfangs nur mit einem Gedenkgottesdienst in der Pieterskerk, seit 1886 mit einem regelrechten Festtag. So essen viele Leidener am 2. und 3. Oktober Hutspot, wird in der Stadtwaage Hering und Weißbrot ausgeteilt, zudem findet eine große Kirmes sowie – unter anderem – ein Umzug statt.

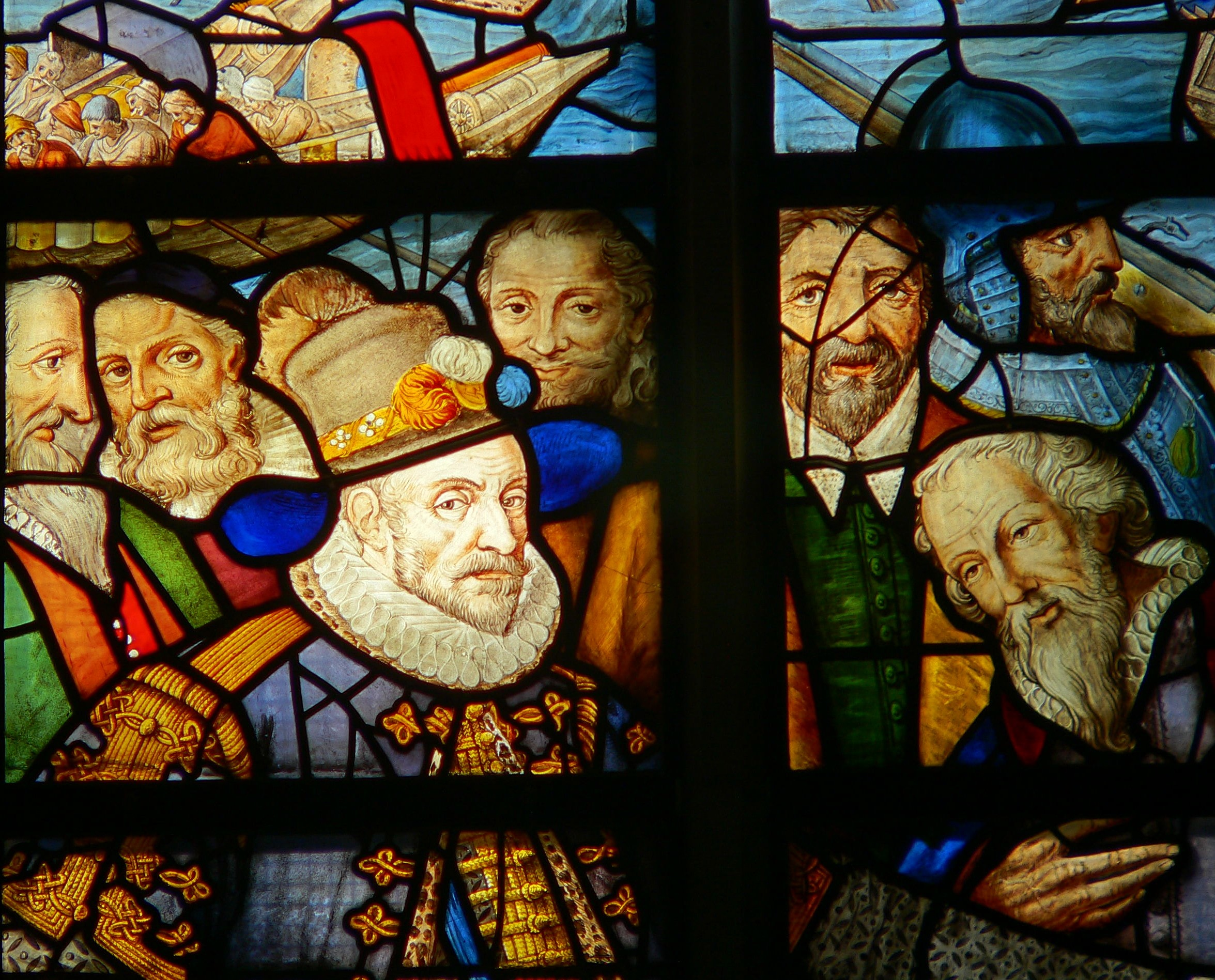
„Der Entsatz Leidens“ (1574), links: Wilhem von Oranien, rechts: Bürgermeister van der Werff

Die Universität und ihre Studenten sind seit 1575 ein wichtiger Teil des Stadtbilds. Einer der ersten Professoren war der flämische Humanist Justus Lipsius, der (zeitweise) aus Löwen nach Leiden gekommen war.

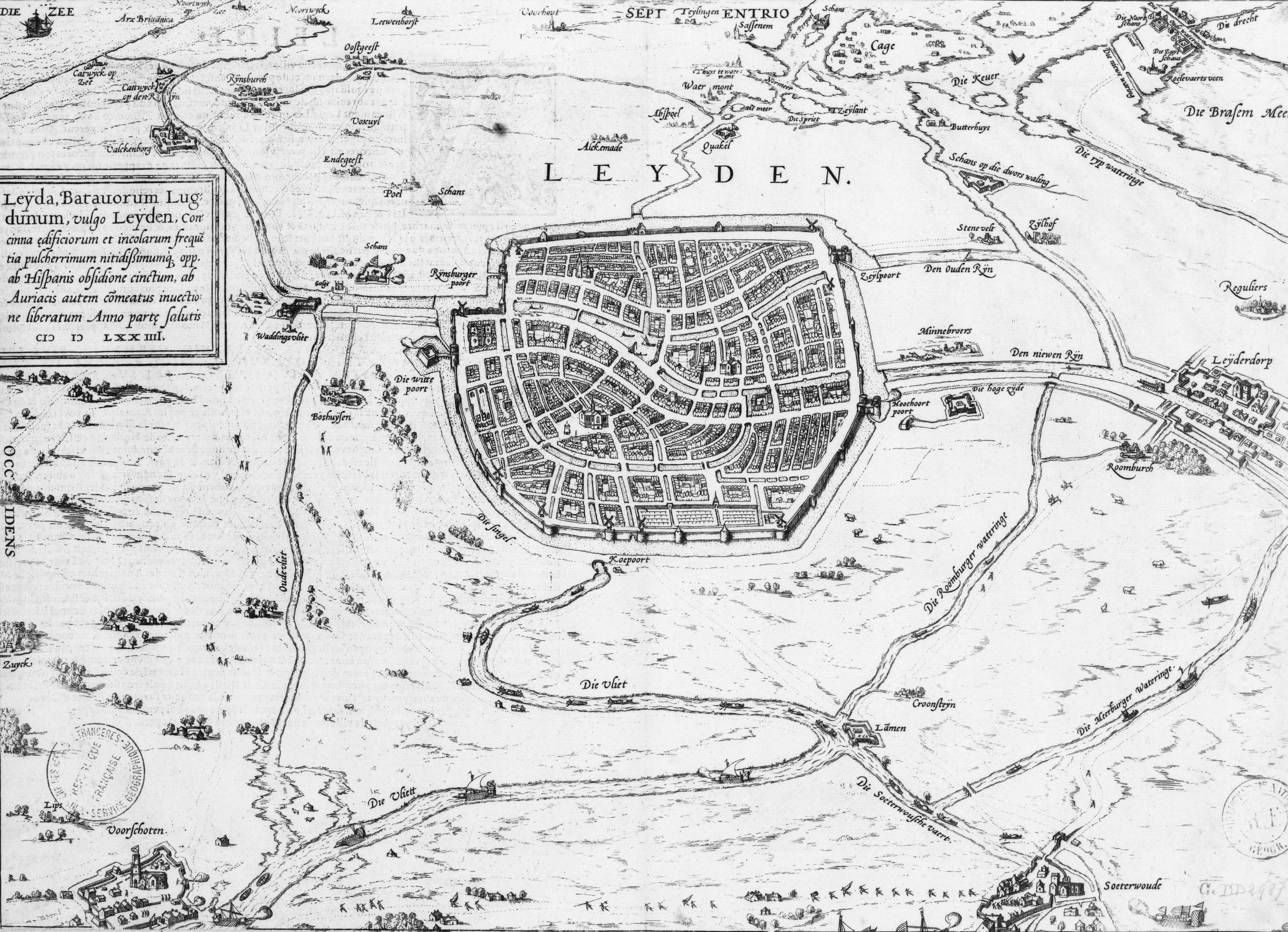
Leiden 1574

Gegen Ende des 16. Jahrhunderts entwickelte Leiden sich zu einem wichtigen Zentrum von Druckereien, Verlagen und Buchhandlungen. Der berühmte Drucker Plantinus war hier einige Zeit ansässig. Einer seiner Lehrlinge war Lodewijk Elsevier (1547–1617), Spross eines berühmten Verlegergeschlechts, dessen Buchhandlung und Druckerei die größten Leidens wurden. Elsevier war 1580 aus Löwen geflüchtet, das in den Händen der Spanier war. (Der Name „Elsevier“ wurde einige Jahrhunderte später von dem Gründer des Elsevier-Konzerns übernommen.) Im 17. und 18. Jahrhundert hatte Leiden eine große Bedeutung auf dem Gebiet (wissenschaftlicher) Verlage und Buchhandlungen.

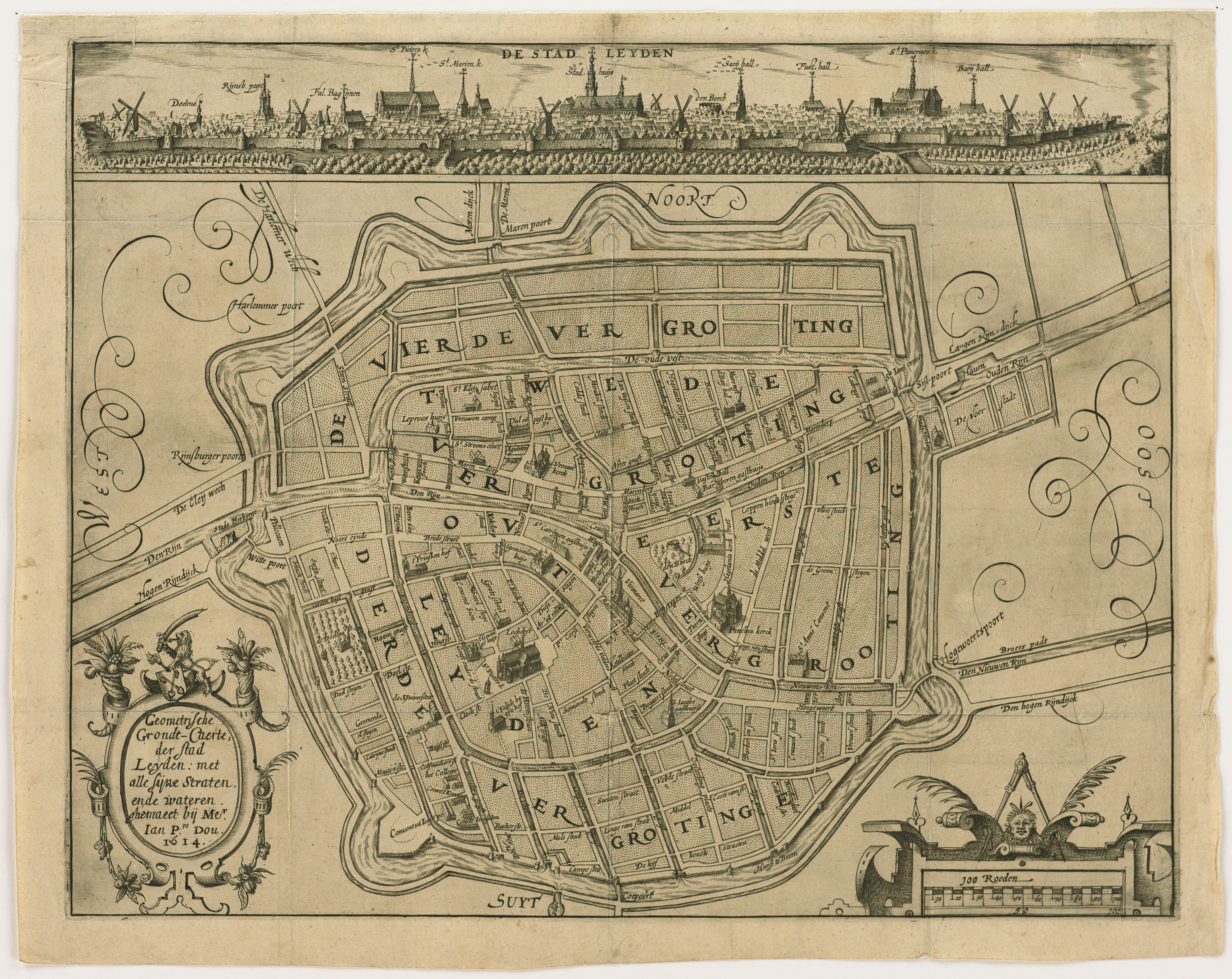
Karte des Jan Pietersz. Dou von 1614 mit den Stadterweiterungen

## 17. und 18. Jahrhundert

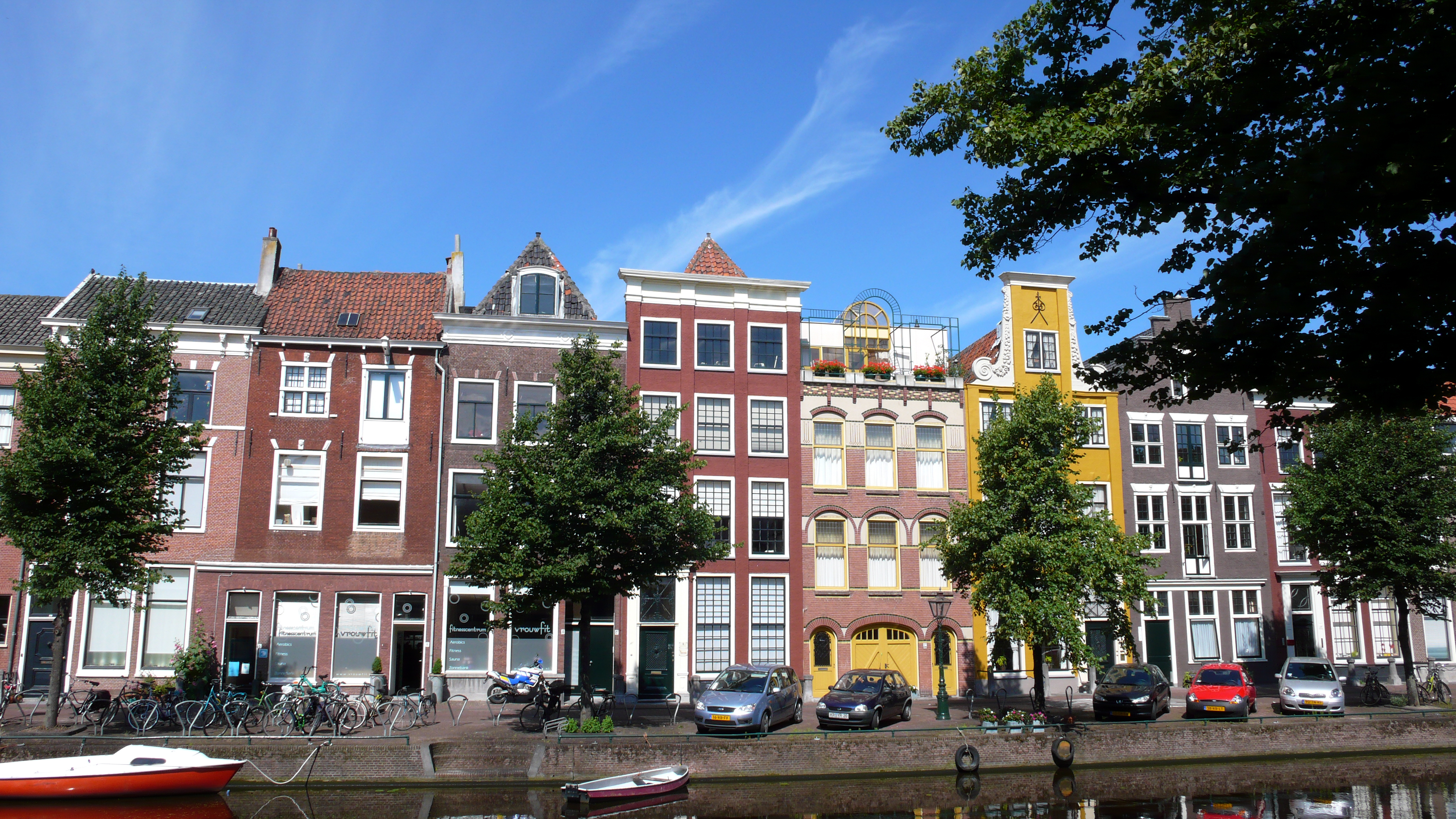
Häuser des 17. Jahrhunderts an der Herrengracht

Von 1609 bis 1620 war Leiden der Heimathafen der vor der religiösen Verfolgung aus England geflüchteten Pilgrim Fathers. Sie bewohnten kleine Weberhäuser hinter dem heutigen Kloksteeg, wo jetzt der Jan Pesijnhof liegt. Ein großer Teil von ihnen beschloss 1620, in die Neue Welt zu ziehen; ihre wirtschaftliche Lage in Leiden war nicht rosig, und darüber hinaus fanden sie die niederländische Lebensweise viel zu freizügig. Sie befürchteten, ihre Gemeinschaft könnte sich mit anderen vermischen und so verwässern – eine Entwicklung, die bei den Gemeinschaften der französischen und flämischen Protestanten bereits im Gange war. Weniger als die Hälfte der Gemeinschaft fuhr mit dem Schiff Speedwell von Delfshaven nach Southampton, wo sie sich einer größeren Gruppe von Auswanderern anschlossen. Beide Gruppen schifften sich gemeinsam auf der Mayflower ein und setzten so über den Atlantik. Ihr Einfluss ist bis auf den heutigen Tag groß. Aus ihrer Mitte gingen später sieben Präsidenten der USA hervor: Grant, Coolidge, Taylor, F. D. Roosevelt, George Bush senior, George Bush junior und Barack Obama.
Im 17. Jahrhundert gelangte Leiden zu großer Blüte, auch dank dem Anstoß, den die Flüchtlinge aus Flandern der Textilindustrie gaben. Die Stadt, die vor der Belagerung von 1574 ungefähr 15.000 Einwohner hatte, wovon während der Belagerung ungefähr ein Drittel umkam, war 1622 auf 45.000 Einwohner angewachsen, während um 1670 sogar eine Einwohnerzahl von etwa 70.000 berichtet wird.
Im Goldenen Zeitalter war Leiden nach Amsterdam die größte Stadt in Holland. Das Bevölkerungswachstum machte die Anlage neuer Grachten und Singel notwendig. Das heutige Zentrum Leidens, erkennbar an dem Verlauf der Singel auf den Stadtplänen von 1614 und 1649 (s. o.), wurde 1659 vollendet. Auch wurden Kanäle mit Treidelpfaden nach Delft (1637, ein Jahr später verlängert bis Den Haag), Haarlem (1657) und Utrecht (1564) gegraben.

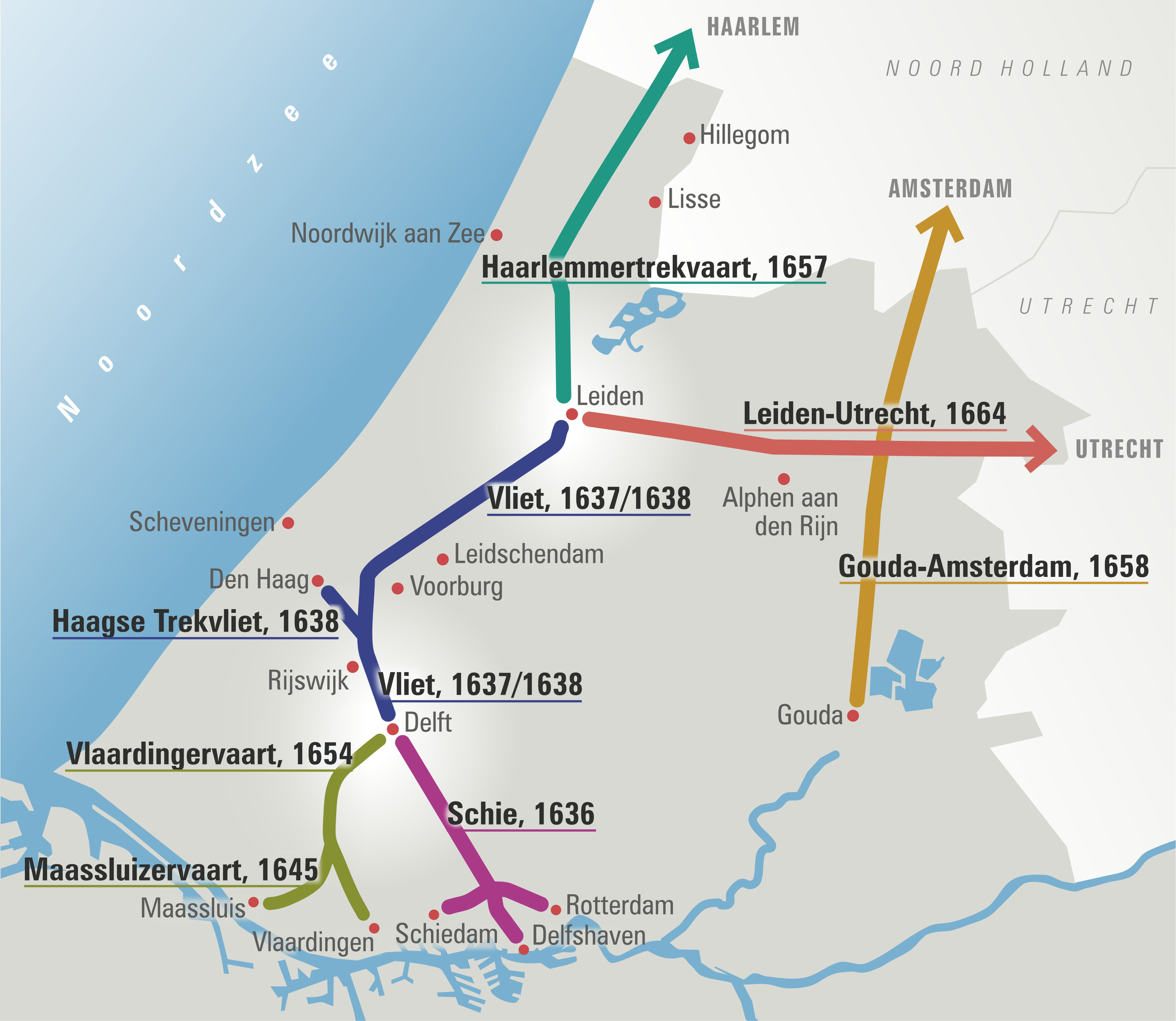
Kanäle mit Treidelpfaden in Süd-Holland

Im 18. Jahrhundert gerät die Textilindustrie in Verfall. Durch protektionistische Maßnahmen in Frankreich hatte die Konkurrenzsituation sich verschlechtert. Außerdem mussten die Löhne relativ hoch sein, da die Lebenshaltungskosten in der Provinz Holland wegen der starken Belastungen hoch waren. Die Leidener Textilunternehmer begannen dann, Teile des Produktionsprozesses in „Niedriglohnländer“ zu verlagern: nach Twente und in die Umgebung von Tilburg.
Die Folge war ein ständiger Rückgang der Bevölkerungszahl in Leiden, die Ende des 18. Jahrhunderts mit etwa 30.000 angegeben wurde, um gegen 1815 einen Tiefpunkt von 27.000 zu erreichen.

## 19. und 20. Jahrhundert

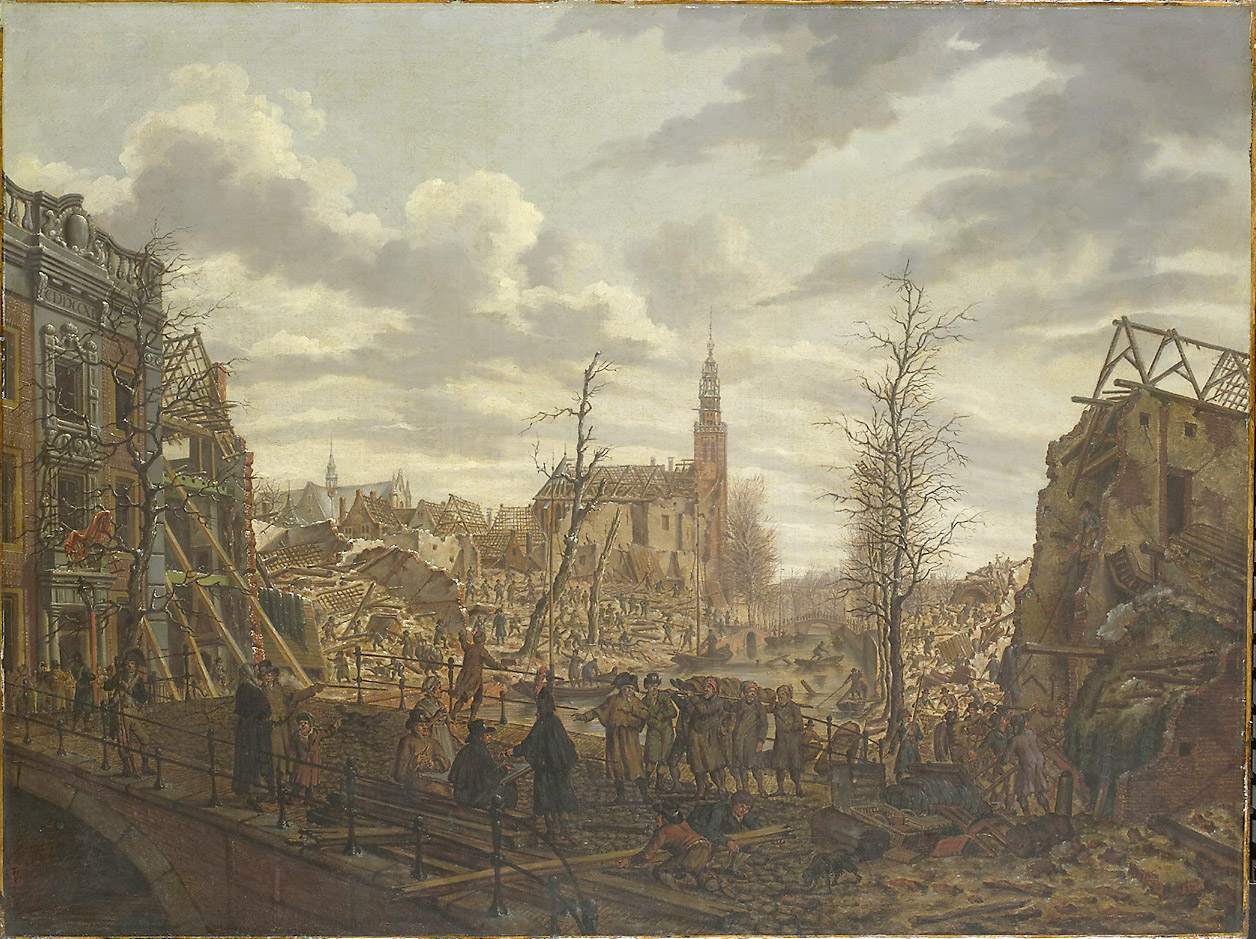
Die Rapenburg in Leiden drei Tage nach der Explosion des Schießpulverschiffs von Johannes Jelgerhuis

Am 12. Januar 1807 wurde die Stadt von einer Katastrophe getroffen, als ein an der Nordseite der Steenschuur liegendes Schießpulverschiff explodierte: die Leidener Schießpulverkatastrophe. Ungefähr 150 Bürger kamen dabei ums Leben. König Ludwig Napoleon besuchte persönlich die Stadt, um die Hilfe für die Opfer zu koordinieren. An Stelle der durch die Explosion verursachten Ruinen werden später der Van der Werfpark und das Kamerlingh Onnes Laboratorium angelegt.
1842 wurde die für Leiden bedeutende Eisenbahn nach Haarlem in Betrieb genommen. 1843 kam die Verbindung nach Den Haag zustande.
Im 19. Jahrhundert sollte eine Verbesserung der desolaten sozio-ökonomischen Lage eintreten, auch dank der Eisenbahn, aber die Einwohnerzahl war um 1900 noch immer nicht wieder über 50.000 gestiegen. Erst 1896 begann Leiden sich über die Singel des 17. Jahrhunderts auszudehnen. Vor allem nach 1920 siedelten sich neue Industrien in der Stadt an, so die Konservenindustrie (östliche Innenstadt) und die Metallindustrie (Hollandse Constructive Groep).
1866 wurde die Stadt von der letzten großen Epidemie (Cholera) getroffen, die 1868 zum Beginn des Baues der neuen Universitätsklinik führte (wo sich heute das Weltmuseum befindet).
1883 erschüttert die Leidener mitsamt der gesamten niederländischen Öffentlichkeit die Nachricht von der Verhaftung der 'Leidener Giftmischerin', Goeie Mie, die binnen einiger Jahre mindestens 27 Menschen getötet hatte.
1896 dehnte Leiden durch Eingliederung von Teilen Leiderdorps, Oegstgeests und Zoeterwoudes sich über die Singel hinaus aus. 1920 und 1966 folgten neue große Eingemeindungen. Das erste von Leiden in diesem Bereich neu errichtete Wohngebiet wird das vornehme Bürgermeister- und Professorenviertel südlich des Zoeterwoudsesingel. Mit dem Bau dieses Viertels wird 1906 begonnen. Um 1920 wird das erste große Projekts des sozialen Wohnungsbaues realisiert, das De Kooi-Viertel.

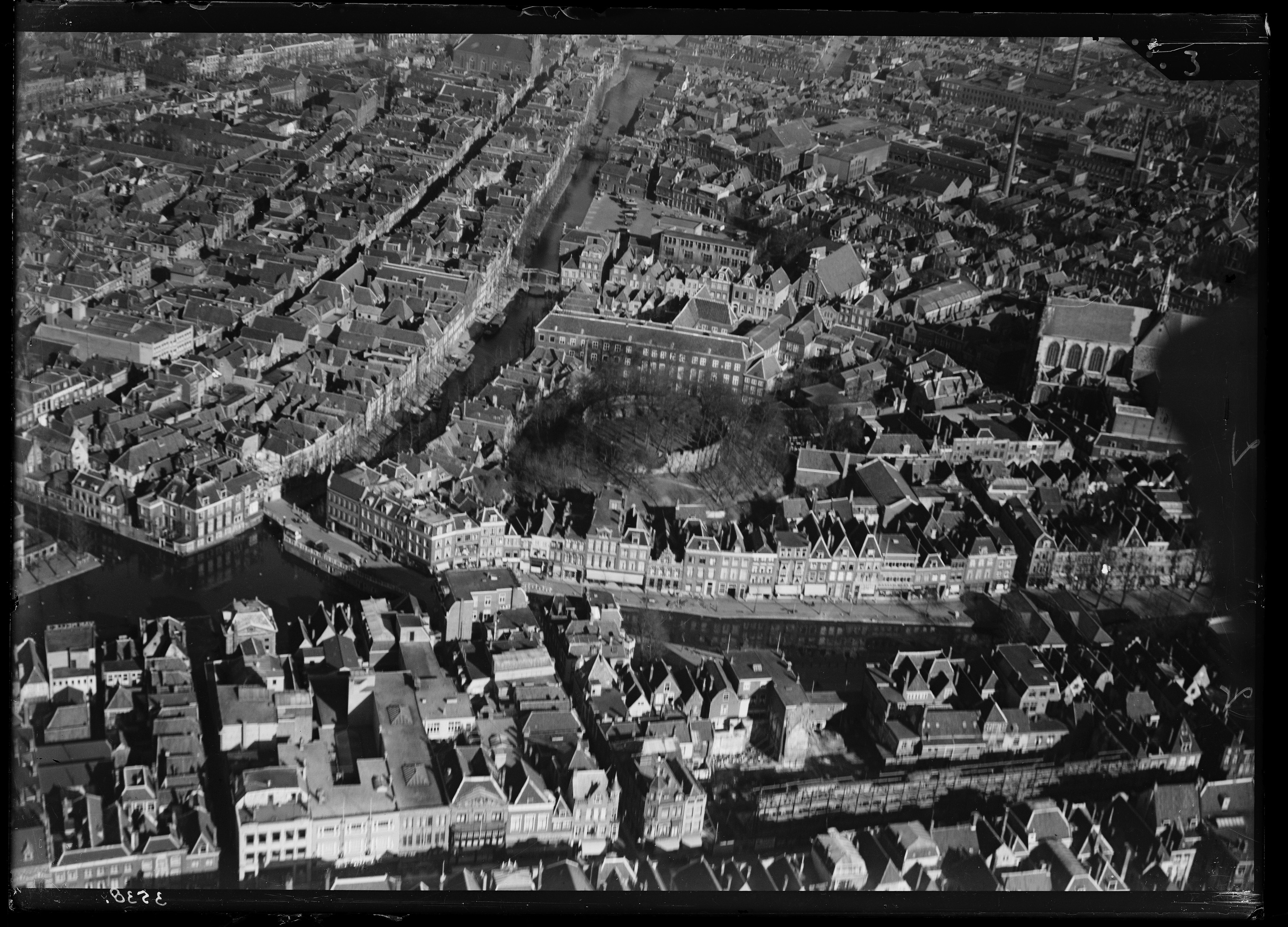
Leidener Burg und Umgebung. Luftaufnahme aus den Jahren 1920–1940.

1920 bis offiziell 1946 war Albert Einstein außerordentlicher Hochschullehrer des Leids Universiteits Fonds an der Rijksuniversiteit Leiden: er gab einige Male pro Jahr eine Gastvorlesung in Leiden.
Im strengen Winter 1929 ging das Leidener Rathaus in Flammen auf. Nur der Giebel an der Breestraat blieb aufrecht stehen. Nur wenige kostbare Gemälde, die kurz zuvor zur Restaurierung gebracht worden waren, blieben erhalten.
Während des Zweiten Weltkrieges wurde Leiden bei alliierten Bombardements schwer getroffen. Die Umgebung des Bahnhofs und der Marewijk (heute die Umgebung des Schuttersvelds und des Schipholweg) wurden praktisch komplett dem Erdboden gleichgemacht.